# Nico Servidio DJ
Nicolás M Servidio (Provincia de Buenos Aires, Argentina, 8 de agosto de 2001), más conocido como Nico Servidio DJ, es un DJ, productor musical, percusionista e influencer argentino. Sus remezclas y hits han llegado a estar en el top mundial de canciones virales en plataformas musicales de Latinoamérica y Europa, como Spotify, YouTube y Apple Music, y ser utilizadas en bailes para redes sociales.
Es pionero en el género techengue y exponente de la música Tech House y electronica en Argentina
Nico es conocido por su versatilidad, sus remezclas y hits han llegado a estar en el top mundial de canciones virales en plataformas musicales de Latinoamérica y Europa, como Spotify, YouTube y Apple Music, y ser utilizadas en bailes para redes sociales.Estas combinan diferentes géneros, logrando un sonido único.
Nicolás logró ser uno de los DJ más jóvenes en lograr el millón de reproducciones en su país junto con muchos otros logros. Como ser el primero en ser escuchado en más de 185 países logrando una comunidad de 1.900.000 personas en plataformas digitales, proyectándose así como uno de los futuros exponentes latinos, siendo pionero en diversos géneros como el techengue en su país.
es conocido por su versatilidad a la hora de sus presentaciones, logrando presentarse en los mejores Clubs de Argentina y Latinoamérica, mostrando y adaptando constantemente su estilo a los cambios de la música en el mundo actual pero siempre manteniendo su característico toque y energía. 
Sus presentaciones actualmente son en su mayoría desde el lado de la música electrónica, contribuyendo constantemente a que el género techengue y latin house crezca cada día más. 

## Carrera musical
A los 15 años, fue uno de los tantos estudiantes argentinos beneficiados con el programa Conectar Igualdad y recibió una notebook para realizar sus estudios. Con este dispositivo dio sus primeros pasos como DJ y Productor musical.
Desde su comienzo en 2020, Nico acumula más de 90 millones de reproducciones, en 175 países y más de 1.000.000 personas que esperan día a día su música. Durante su primer mes de carrera logró hits virales que lograron posicionarse dentro del TOP 50 de Argentina en Spotify. Siempre destacando por su increíble versatilidad y variable musical. En 2021, se alió con sus coterráneos Cele Arrabal e Iván Armesto para la segunda edición del álbum colaborativo Reggaeton RomanticOld (Remix). Con uno de sus remezclas, logró ingresar a las listas de Spotify Viral en Uruguay. Es el caso de «Yo Voy Remix» junto a Jona Mix. Otro sencillo que logró viralidad en redes fue el remix de «¿Qué más pues?» con sus colegas Iván Armesto y Treeko, y «Aserejé (TikTok Version)», bailado incluso por Rayderley Zapata y compañeros, parte del equipo de gimnastas españoles para las olimpiadas de Tokyo 2020. Al año siguiente, su debut llegaría en solitario para su álbum Retro Pop (Remix).
Nicolás fue en más de una ocasión tendencia en varios países como España, México, Colombia, Chile, Uruguay, Costa Rica, Bolivia, Perú, Guatemala y muchos más. Esto mismo lo llevó a recorrer toda la Argentina y muchos otros países de Latinoamérica, en los que pudo conocer muchos artistas de renombre y peso en la escena musical urbana de Argentina y Latinoamérica. El también productor aprovecha sus redes sociales para crear contenidos educativos sobre su labor musical. Nico ha confesado en diversos medios que su modelo a seguir es su colega Bizarrap.

## Discografía

### Álbumes de estudio
- 2021: Reggaeton RomanticOld2 (Remix) (junto a Cele Arrabal y DJ Kuff)
- 2022: Retro Pop (Remix)